# Phyllonorycter drepanota
Phyllonorycter drepanota là một loài bướm đêm thuộc họ Gracillariidae. Nó được tìm thấy ở Nepal và Ấn Độ (Uttaranchal).
Sải cánh dài 5.5–7 mm. Ấu trùng ăn Engelhardia spicata. Chúng ăn lá nơi chúng làm tổ. 